# Szymon Paczkowski
Szymon Zdzisław Paczkowski (ur. 1962) – polski muzykolog, adiunkt w Instytucie Muzykologii UW. Zajmuje się historią muzyki XVII–XIX w., w szczególności opery; znawca muzyki Johanna Sebastiana Bacha i Richarda Wagnera.
Studiował muzykologię na Uniwersytecie Warszawskim (1981–1986), tytuł magistra uzyskał na podstawie pracy Środki dramaturgii muzycznej w „Parsifalu” Ryszarda Wagnera pisanej pod kierunkiem prof. dr hab. Zofii Helman (1986). Doktoryzował się na podstawie rozprawy Nauka o afektach w myśli muzycznej I połowy XVII wieku pisanej pod kierunkiem prof. dr hab. Ireny Poniatowskiej (1996, wyd. 1998), a habilitację uzyskał na podstawie książki Styl polski w muzyce Johanna Sebastiana Bacha (2012). 

## Prace naukowe
- O racjonalistycznych podstawach muzycznej teorii afektów w świetle filozofii Kartezjusza, Semper, Warszawa 1994,
- Nauka o afektach w myśli muzycznej I połowy XVII wieku, Polihymnia, Lublin 1998 (w ramach Studia et Dissertationes Instituti Musicologiae Universitatis Varsoviensis, seria B; t. 8),
- Styl polski w muzyce Johanna Sebastiana Bacha, Polihymnia, Lublin 2011 (w ramach Studia et Dissertationes Instituti Musicologiae Universitatis Varsoviensis, seria B; t. 16; tłum. ang. Polish style in the music of Johann Sebastian Bach, przeł. Piotr Szymczak, 2017).